# 小行星5449
小行星5449（英語：5449）是一颗围绕太阳公转的小行星。1992年10月28日，上田清二、金田宏在钏路市发现了此天体。
这颗小行星的绝对星等为66.82265等。